# Ламбез, Стефан
Стефан Ламбез (фр. Stéphane Lambese; 10 мая 1995, Ножан-сюр-Марн, Франция) — гаитянский футболист, правый защитник клуба «Орлеан» и сборной Гаити.

## Карьера

### Клубная карьера
Начал заниматься футболом в восьмилетнем возрасте в клубе «Олимпик де Севран». Летом 2008 года перешёл в футбольную академию клуба «Пари-Сен-Жермен». В начале своей карьеры играл на позиции нападающего, но позднее сменил позицию на крайнего защитника.
В сезоне 2012/13 переведён в резервную команду «ПСЖ», выступающую в четвёртом дивизионе. Дебютный матч за неё сыграл 20 апреля 2013 года против дубля «Нанси». В первых сезонах нечасто играл за резервную команду, но с весны 2015 года стал регулярно выходить на поле. В сезоне 2013/14 также выступал за команду 19-летних игроков «ПСЖ» в Юношеской Лиге УЕФА.

### Карьера в сборной
В 2010—2011 годах играл за юношескую сборную Франции (до 16 лет), принял участие в четырёх товарищеских матчах и забил один гол.
В 2014 году принял предложение выступать за сборную своей исторической родины. Тренер гаитянцев Марк Колла, ранее работавший в системе «Пари-Сен-Жермена», включил 18-летнего Ламбеза в состав сборной страны на неофициальный матч против сборной Косова, состоявшийся 5 марта 2014 года.
В 2014 и 2015 году футболист выступал преимущественно за младшие команды своей страны — молодёжную и олимпийскую. Принимал участие в молодёжном чемпионате КОНКАКАФ 2015.
9 сентября 2015 года сыграл первый официальный матч за взрослую сборную Гаити против команды Гренады.
В июне 2016 года новый тренер сборной Патрис Невё включил Ламбеза в состав команды для участия в Кубке Америки 2016. На турнире защитник принял участие в одном матче, 13 июня 2016 года против Эквадора.